# Always Ascending (single)
Always Ascending is een nummer van de Schotse indierockband Franz Ferdinand uit 2017. Het is de eerste single van hun gelijknamige vijfde studioalbum.
Het nummer betekende de comeback voor Franz Ferdinand, na drie jaar waarin ze met de band Sparks de supergroep FFS hadden gevormd. Ook was het de eerste Franz Ferdinand-single zonder gitarist Nick McCartney, die de band een jaar eerder verliet. "Always Ascending" bereikte enkel in België de hitlijsten; het bereikte de 13e positie in de Vlaamse Tipparade.